# Marmosops marina
Marmosops marina és una espècie de mamífer didelfimorf de la família dels didèlfids. Viu a la part del Brasil que es troba al sud de l'Amazones i a l'oest del riu Xingu. A l'oest, la seva distribució arriba fins a l'estat de Rondônia i al sud fins a l'oest del Mato Grosso. Fou descrit el desembre del 2020 i anomenat en honor de Marina Silva, activista per al medi ambient i política brasilera.

## Característiques
M. marina ateny una llargada de cap a gropa de 6,4-12,8 cm, als quals cal afegir una cua de 12-16 cm. El pelatge dorsal sol ser de color marró grisenc i fer 5-10 mm de llargada. El pelatge dels flancs és una mica més clar. El pelatge ventral era blanc en tres quarts dels individus estudiats en la descripció original i de color crema en l'altre quart. És poc habitual que aquesta coloració s'estengui fins a la vora interior de les extremitats. El musell és més clar que la part superior del cap i de color marró pàl·lid, amb alguns pèls grisos i vermells clars dispersos. La part anterior de l'«antifaç», que és negre, no sol ser gaire conspícua. Les galtes i les potes anteriors són blanquinoses. La cua és fosca a la part superior i de tonalitats més clares a la part inferior. Les escates de la cua tenen una distribució en espirall. Al final de cadascuna hi ha tres pèls, del qual el mitjà és el més gruixut i pigmentat. Hi ha nou mamelles: quatre a cada banda i una al mig.
En comparació amb la marmosa hirsuta (M. parvidens), la marmosa de Pinheiro (M. pinheiroi) i M. woodalli, té el pelatge dorsal més llarg i l'«antifaç» menys conspicu. A banda d'això, M. marina té el pelatge dorsal marró grisenc, M. parvidens marró rogenc i M. woddalli marró fosc. En comparació amb M. pinheiroi, té les orelles més grosses i les potes més petites.

## Hàbitat
M. marina viu a les selves tropicals, els boscos tropicals secs, els boscos secundaris i les sabanes de cerrado. Al sud del Mato Grosso i a Rondônia cohabita amb la marmosa de panxa blanca (M. noctivagus), mentre que al nord del Mato Grosso i a Pará és simpàtrica amb la marmosa de Bishop (M. bishopi). Sembla que la temporada d'aparellament és entre març i juliol.